# Katie Kim
Dans ce nom, le nom de famille, Kim, précède le nom personnel coréen.
Kim Seo-hyeon (coréen : 김서현), née le 10 décembre 1993 à Bucheon, mieux connue sous le pseudoynme de Katie Kim, ou sous le mononyme KATIE , est une chanteuse américano-coréenne. Elle est la gagnante de la quatrième saison de l'émission sud-coréenne K-pop Star. Son interprétation du titre Where You Need To Be atteint les 4 millions de vues en Corée du Sud sur le site Naver TV Cast en très peu de temps. Après avoir remporté le show, elle signe un contrat avec YG Entertainment. 
En mai 2018, Katie rejoint le label AXIS, une nouvelle société fondée par SINXITY, ancien fondateur de YG. Malgré son changement de label, YG Entertainment participe à la production de son premier album. Celui-ci, intitulé Log, est révélé le 22 mai 2019.

## Biographie

### Jeunesse
Katie Kim est née à Bucheon en 1993 et immigre avec sa famille dans le New Jersey à l'âge de 10 ans. Elle réalise durant ses années de lycéenne qu'elle veut devenir chanteuse, grâce à sa mère qui jouait de la musique classique quand elle était enfant. Elle étudie le jazz à l'université Berklee College of Music, mais abandonne ses études en raison de difficultés financières.

### Carrière
La chanteuse participe au casting de la saison 4 de K-pop Star afin de débuter une carrière en Corée du Sud. Elle devient la gagnante de la saison et signe un contrat avec YG Entertainment. Par la suite, elle réalise un duo avec le groupe de hip-hop Jinusean, sur leur single Tell Me One More Time, dans l'émission musicale Inkigayo diffusée sur SBS. Elle reste stagiaire chez YG pendant trois ans, où elle enregistre plusieurs chansons et clips. C'est à ce moment précis que le label remarque sa préférence pour la musique américaine. De plus, Katie Kim voyage aux États-Unis où elle y écrit la plupart de ses chansons pour son album. Malgré cela, la réalisation de son album stagne et sa sortie est retardée à plusieurs reprises.
Le producteur SINXITY, superviseur de l'album de la chanteuse, quitte YG pour créer son propre label, AXIS, qui retarde de nouveau les débuts de Katie Kim. La chanteuse décide de quitter YG pour rejoindre AXIS en mai 2018. Elle devient la première artiste du label et gagne en notoriété.
Le 6 juin 2018, elle fait ses débuts avec le single Remember issu de son premier album intitulé Log. La vidéo de son single atteint les 10 millions de vues sur la plate-forme YouTube.  
Elle déménage à Los Angeles en avril 2019. Elle sort une nouvelle version de Remember le 17 avril 2019, en featuring avec Ty Dolla Sign. Elle révèle ensuite son deuxième single, Thinkin Bout You, le 21 mai de la même année. 
Katie Kim est participante au Festival de Jazz de Séoul le 25 mai 2019.

## Influences
Ses principales influences sont les musiciens de jazz, soul, funk et R&B tels que Aaliyah, Frank Sinatra, Lalah Hathaway, Nao, D'Angelo, Erykah Badu, H.E.R., Ella Fitzgerald, Chet Baker et Frank Ocean, qui étaient notamment ses modèles pendant ses études à Berklee.